# Gliocephalotrichum ohiense
Gliocephalotrichum ohiense är en svampart som beskrevs av L.H. Huang & J.A. Schmitt 1973. Gliocephalotrichum ohiense ingår i släktet Gliocephalotrichum och familjen Nectriaceae.   Inga underarter finns listade i Catalogue of Life.